# Олаф Тон
Олаф Тон (рођен 1. маја 1966) бивши је немачки фудбалер.

## Каријера
Од 1980. до 1983. Тон је играо за млађе категорије Шалкеа 04. Дана 24. августа 1984. дебитовао је за први тим у мечу против Борусије из Менхенгладбаха. Играо је за Шалке пет сезона, након тога је прешао у минхенски Бајерн. Као део тима из Минхена, постао је троструки шампион Немачке. Укупно, Тон је провео 6 сезона играјући за Бајерн, након чега се вратио у Шалке, са којим је освојио трофеј Купа УЕФА 1997. године. Године 2002. завршио је играчку каријеру.
За репрезентацију Немачке (Западна Немачка) је играо на три светска првенства, а 1990. године у Италији је био првак света са репрезентацијом. Био је на списку за Европско првенство 1988. године, постигао је један гол против Данске у групној фази турнира. Између 1990. и 1998. Тон је ретко играо за национални тим због несугласица са селектором Бертијем Фогтсом. Укупно је одиграо 52 утакмице за државни тим и постигао три гола.

## Успеси
Шалке 04
- Куп УЕФА (1) : 1996/97.
- Куп Њемачке (2) : 2000/01, 2001/02.

Бајерн Минхен
- Бундеслига (3) : 1988/89, 1989/90, 1993/94.
- Суперкуп Њемачке (1) : 1990.

### Западна Немачка
- Светско првенство (1) : 1990.